# Jingshanosaurus
Jingshanosaurus (significando "lagarto de Jingshan") é um gênero de dinossauro do Jurássico Inferior. Seu fósseis, um esqueleto quase completo, incluindo uma caveira, foram encontrados próximos ao povoado de Jingshan ("Montanha Dourada"), Condado de Lufeng, Província de Yunnan, China, do qual o nome deriva. Primeiro descrito em 1995, a espécie-tipo é o J. xinwaensis, formalizado por Zhang e Yang.  Os restos fósseis de Jingshanosaurus têm sido exibidos em museus vários anos antes da nomeação formal.
O Jingshanosaurus foi realmente um dos últimos prossaurópodes, que lentamente se extinguiu em favor de seus primos maiores, os saurópodes. O Jingshanosaurus pode ter sido mais intimamente relacionado ao Yunnanosaurus, e tem, às vezes, sido incluído no Yunnanosauridae. De fato, Dong Zhiming considerou o Jingshanosaurus possivelmente um espécime grande de Yunnanosaurus. Se verdadeiro, isto faria do Jingshanosaurus um sinônimo júnior do Yunnanosaurus.